# Santa Terezinha (Santa Catarina)
Pour les articles homonymes, voir Santa Terezinha.
Santa Terezinha est une ville brésilienne du nord de l'État de Santa Catarina.

## Généralités
Santa Terezinha est l'un des principaux noyaux de peuplement slave dans l'État de Santa Catarina. En 1910, des immigrants polonais et ukrainiens arrivent dans la localité. La région est alors habitée par de nombreux indiens botocudos, qui attaquent les immigrants envahissant leurs terres. Après quelques années de conflits entre les colons et les indiens, ces derniers sont décimés et les survivants fuient la région à la recherche de nouvelles terres.

## Géographie
Santa Terezinha se situe par une latitude de 26° 46′ 43″ sud et par une longitude de 50° 00′ 29″ ouest, à une altitude de 610 mètres.
Sa population était de 8 767 habitants au recensement de 2010. La municipalité s'étend sur 716 km2.
Elle fait partie de la microrégion de Canoinhas, dans la mésorégion Nord de Santa Catarina.

## Villes voisines
Santa Terezinha est voisine des municipalités (municípios) suivantes :
- Papanduva
- Itaiópolis
- Vitor Meireles
- Rio do Campo